# Ruta de Rhode Island 136
La Ruta de Rhode Island 136, y abreviada R.I. 136 (en inglés: Rhode Island Route 136) es una carretera estatal estadounidense ubicada en el estado de Rhode Island. La carretera inicia en el Sur desde la Ruta 114     en Bristol hacia el Norte en la Ruta 136     en Swansea. La carretera tiene una longitud de 12,2 km (7.6 mi).

## Mantenimiento
Al igual que las autopistas interestatales, y las rutas federales y el resto de carreteras estatales, la Ruta de Rhode Island 136 es administrada y mantenida por el Departamento de Transporte de Rhode Island por sus siglas en inglés RIDOT.

## Cruces
La Ruta de Rhode Island 136 es atravesada principalmente por la Ruta 103     en Warrenh.